# Соколовський Олексій Миколайович
Олексі́й Микола́йович Соколо́вський — солдат Збройних сил України, учасник російсько-української війни.

## Бойовий шлях
Помічник кулеметника 93-ї окремої механізованої бригади. 17 січня 2015-го був у складі групи, яка на 5 БМП і двох танках вирушила до монастиря, розташованого поблизу головного терміналуа Донецького аеропорту, де прийняла бій. Дві бойові машини піхоти вимушено зупинилися, тоді Соколовський під прикриттям диму зістрибнув з третьої та побіг до них. Переніс контуженого водія в безпечне місце, після того під обстрілом допоміг екіпажу завести двигуна, колона вирушила далі. У цьому ж часі Соколовський з побратимом влучними чергами знешкодили вогневу кулеметну точку терористів. У часі бою зазнав важких поранень ніг.
Це версія МО. А насправді було так: СОКОЛОВСЬКИЙ ОЛЕКСІЙ, помічник кулеметника 93-ї окремої механізованої бригади.
«17 січня 2015 року дві наші БМП заблукали в тумані, зв'язок на початку наступу пропав. Ми у складі двох БМП і однієї МТЛБ вискочили до метеовишки. Під постійними обстрілами машини заглохли, на першій заклинило пушку, на другій башту. Люки десанту теж приклинило, тому наказ десантуватись виконували хвилин десять. Наступний наказ: „Продовжувати пересування під прикриттям машин“ виконали, добре що машини завелись. Пройшли метрів тридцять і пряме влучення в нашу групу декількох мін 120 калібру, припинило наші пересування. Після цього пам'ятаю, що лежав на спині і стріляв з автомата над бетонним парканом, скінчилися набої, не зміг поміняти магазин. Дістав гранату, та хлопці вже почали витягувати поранених за метеовишку. Проповз метрів 15-20 і недалеко від того місця, де впав після поранення знову вибухнула міна. Ще декілька вибухів, завантажили мене в БМП і все».

## Нагороди
За особисту мужність і героїзм, виявлені у захисті державного суверенітету та територіальної цілісності України, вірність військовій присязі під час російсько-української війни
- нагороджений орденом «За мужність» III ступеня (9.4.2015).